# Aleksandr Sokolov
Aleksandr Sokolov ryska: Александр Сергеевич Соколов, född 1 mars 1982 i Kolomna, är en rysk volleybollspelare. Sokolov blev olympisk guldmedaljör i volleyboll vid sommarspelen 2012 i London.